# Joseph Efford
Joseph Isiah Efford (29 agosto 1996) è un calciatore statunitense, attaccante svincolato.

## Carriera

### Club

#### Gli inizi
Efford si è laureato presso la Dacula High School nel 2014. Dopo aver completato un corso di orientamento all'Università della Carolina del Nord a Greensboro, ha rinunciato a una borsa di studio calcistica per iniziare una carriera professionistica in Europa.

#### Botoșani
Dopo aver superato vari provini in Romania, ha firmato un contratto con la società di Liga I del Botoșani nel giugno 2014. Tuttavia, ha rescisso il suo contratto dopo un mese.

#### Maiorca
Dopo aver lasciato la Romania, si è trasferito in Spagna per svolgere alcuni provini, tra cui uno con il Maiorca, formazione militante in Segunda División. Dopo aver convinto i Los Bermellones dopo due settimane in prova, ha firmato un contratto con la squadra nel settembre 2014. A causa dei problemi con il visto, è rimasto fuori dalla rosa per sette mesi, prima di tornare a giocare. In due stagioni, ha giocato solo una partita.

#### Ergotelis
Nel settembre 2017, Efford è stato in prova ai greci dell'Ergotelīs, con il quale alla fine ha firmato un contratto. Dopo aver scelto la maglia numero 9, ha esordito il 25 ottobre 2017 nella sconfitta casalinga per 2-4 contro lo Xanthī in Coppa di Grecia. Il 5 marzo 2018, durante la dodicesima giornata di campionato, Efford ha realizzato una doppietta nella vittoria in trasferta per 0-3 contro il Chania-Kissamikos. Ha anche realizzato un assist per il suo compagno di squadra Hugo Cuypers al minuto 13. Efford va a segno anche contro il Panachaïkī l'8 marzo. Realizza un'altra doppietta il 1º aprile 2018, nella vittoria per 5-1 contro il Panaigialeios.
Efford è diventato rapidamente il punto focale dell'attacco dell'Ergotelis nella stagione 2018-2019, vincendo il titolo di capocannoniere con 11 gol. Durante la stagione successiva, Efford ha realizzato la sua prima tripletta il 13 gennaio 2020, ed è salito al secondo posto nella lista dei migliori marcatori di tutti i tempi nelle competizioni professionistiche dell'Ergotelis con 31 gol.

#### Waasland-Beveren
Dopo aver risolto il contratto con l'Ergotelis nell'estate del 2020, Efford ha firmato un contratto triennale con la società di Pro League del Waasland-Beveren il 20 luglio 2020.

## Statistiche

### Presenze e reti nei club
Statistiche aggiornate al 14 maggio 2021.
| Stagione         | Squadra          | Campionato       | Campionato | Campionato | Coppe nazionali | Coppe nazionali | Coppe nazionali | Coppe continentali | Coppe continentali | Coppe continentali | Altre coppe | Altre coppe | Altre coppe | Totale | Totale |
| Stagione         | Squadra          | Comp             | Pres       | Reti       | Comp            | Pres            | Reti            | Comp               | Pres               | Reti               | Comp        | Pres        | Reti        | Pres   | Reti   |
| ---------------- | ---------------- | ---------------- | ---------- | ---------- | --------------- | --------------- | --------------- | ------------------ | ------------------ | ------------------ | ----------- | ----------- | ----------- | ------ | ------ |
| 2017-2018        | Ergotelīs        | FL               | 24         | 7          | CG              | 2               | 1               |                    | -                  | -                  |             | -           | -           | 26     | 8      |
| 2018-2019        | Ergotelīs        | FL               | 27         | 11         | CG              | 7               | 1               |                    | -                  | -                  |             | -           | -           | 34     | 12     |
| 2019-2020        | Ergotelīs        | SL2              | 19         | 11         | CG              | 1               | 0               |                    | -                  | -                  |             | -           | -           | 20     | 11     |
| Totale Ergotelīs | Totale Ergotelīs | Totale Ergotelīs | 70         | 29         |                 | 10              | 2               |                    | -                  | -                  |             | -           | -           | 80     | 31     |
| 2020-2021        | Waasland-Beveren | D1               | 26         | 2          | CB              | 1               | 0               |                    | -                  | -                  |             | -           | -           | 27     | 2      |
| Totale carriera  | Totale carriera  | Totale carriera  | 96         | 31         |                 | 11              | 2               |                    | -                  | -                  |             | -           | -           | 107    | 33     |

## Palmarès

### Individuale
- Capocannoniere della Souper Ligka Ellada 2: 1

2019-2020 (11 reti)